# Брусов, Иван Никифорович
Иван Никифорович Брусов (1926—1945) — младший сержант Рабоче-крестьянской Красной Армии, участник Великой Отечественной войны, Герой Советского Союза (1945).

## Биография
Иван Брусов родился 10 апреля 1926 года в селе Араповка Троицкого района Луганской области Украинской ССР в крестьянской семье. После окончания семи классов неполной средней школы работал прицепщиком трактора в колхозе. В начале Великой Отечественной войны не был призван в армию по возрасту и был отправлен сопровождающим скота и колхозного имущества в эвакуацию. В 1943 году Брусов был призван на службу в Рабоче-крестьянскую Красную Армию. Участвовал в боях на Днестре, освобождении Украинской ССР и Польши. К январю 1945 года младший сержант Иван Брусов командовал расчётом зенитно-пулемётного отделения 12,7-мм крупнокалиберного пулемёта ДШК образца 1938 года, 1995-го зенитно-артиллерийского полка 68-й зенитно-артиллерийской дивизии 4-й танковой армии 1-го Украинского фронта. Отличился во время форсирования Одера.
В январе 1945 года войска 1-го Украинского фронта, прорвав немецкую оборону, переправились через Одер в районе населённого пункта Кёбен (ныне — Хобеня, Польша) и захватили плацдарм на его западном берегу. 25 января немецкая авиация попыталась уничтожить наведённую сапёрами переправу. Им противодействовали зенитчики 1995-го зенитно-артиллерийского полка, создав мощную зону огня. Пять пикирующих бомбардировщиков предприняли атаку на расчёт Брусова, однако ему удалось, сбив один из самолётов, вынудить повернуть их обратно. Во время последующих налётов авиации погиб первый номер расчёта, а сам Брусов был тяжело ранен, но поля боя не покинул и продолжил вести огонь, сбив ещё один самолёт. Погиб от пулемётной очереди, выпущенной с немецкого истребителя. Был похоронен друзьями на берегу Одера, однако впоследствии Брусова перезахоронили на Центральном кладбище в Трептов-парке в Берлине.
Указом Президиума Верховного Совета СССР от 10 апреля 1945 года за «образцовое выполнение боевых заданий командования на фронте борьбы с немецкими захватчиками и проявленные при этом отвагу и геройство» младший сержант Иван Брусов посмертно был удостоен высокого звания Героя Советского Союза. Также был награждён орденом Ленина.

## Память
- Приказом Министра обороны СССР № 244 от 20 декабря 1958 года Брусов был навечно зачислен в списки личного состава батареи 138-й гвардейской зенитно-артиллерийской бригады.
- В честь Брусова названы парк и школа в селе Араповка.
- В военно-историческом музее артиллерии, инженерных войск и войск связи хранится зенитный пулемёт Брусова, за номером НЯ № 951.[1].